# Katerina Sōtīriou
Aikaterinī Sōtīriou, detta Katerina (in greco Αικατερίνη "Κατερίνα" Σωτηρίου?; Atene, 3 gennaio 1984), è una cestista greca.

## Carriera
È arrivata in Italia nella stagione 2015-16 dove ha giocato come ala per la Pallacanestro Torino. Nella stagione successiva è stata ingaggiata da Battipaglia.
Con la Grecia ha disputato due edizioni dei Campionati mondiali (2010, 2018) e cinque dei Campionati europei (2009, 2011, 2015, 2017, 2021).